# Майер, Норберт
Но́рберт Ма́йер (нем. Norbert Meier; род. 20 сентября 1958, Райнбек, Шлезвиг-Гольштейн) — немецкий футболист и тренер.

## Карьера игрока
Игровая карьера Майера была во многом связана с бременским «Вердером», где он провёл 10 лет своей карьеры. С 1980 по 1989 год он сыграл за «Вердер» 242 матча в Бундеслиге.
Майер заканчивал карьеру в мёнхенгладбахской «Боруссии», где он за 3 сезона сыграл 50 матчей.
С 1982 по 1985 год Майер сыграл 16 матчей за сборную Германии и забил 2 мяча.

## Карьера тренера
Норберт Майер наиболее известен по работе в «Дуйсбурге» и инциденте, который случился в матче «Дуйсбурга» и «Кёльна» 6 декабря 2005 года. На 82 минуте игрок кёльнской команды Альберт Штрайт спорил с Майером, и тренер «Дуйсбурга» внезапно упал. Судья Мануэль Грефе показал Штрайту красную карточку и удалил с поля. Позже случившееся много раз повторяли по телевидению. Выяснилось, что Майер симулировал, и Штрайт его не трогал. 8 декабря 2005 года клуб уволил Норберта Майера, а 15 декабря 2005 года Немецкий футбольный союз дисквалифицировал его на 3 месяца. 
Майер также тренировал дрезденское «Динамо» с 2006 по 2007 год и мёнхенгладбахскую «Боруссию» с 1997 по 1998 год.

## Достижения
- Чемпион Германии: 1987/88
- Серебряный призёр Бундеслиги: 1982/83, 1984/85, 1985/86
- Финалист Кубка Германии: 1988/89, 1989/90, 1991/92